# Anton Raky
Anton Raky (n. 5 ianuarie 1868, Seelenberg⁠(d), Hessa, Germania – d. 22 august 1943, Berlin, Germania Nazistă) a fost un inginer, geolog și antreprenor german. Este considerat un pionier de succes și un inventator în domeniul tehnologiei forajului la mare adâncime și al prospecțiunii geologice miniere și petroliere. Raky a forat și exploatat puțuri în Europa, Africa, America Centrală și de Sud și a forat în căutare de apă, petrol, huilă, lignit, potasiu și minereuri. El a înființat două importante companii constructoare de mașini în Erkelenz și Salzgitter-Bad, care există și în ziua de azi.
Anton Raky a locuit continuu circa 5 ani în orașul românesc Câmpina și a extras petrol timp de aproape trei decenii din împrejurimile localității.

## Familie
Anton Raky a fost fiul lui Franz Raky și al Karolinei Abt, iar doi din unchii săi, Anton Abt și Ludwig Abt, erau preoți catolici. Bunicul său, Johannes Josef Abt, era proprietarul unui atelier de forjat. 
- Pe 14 septembrie 1893, Anton Raky s-a căsătorit la Durrenbach (Alsacia) cu Martha Immler (n. 5 noiembrie 1873, în Zeulenroda; † 7 februarie 1898, în Köln). Cei doi au avut doi fii, Anton și Otto.
- După moartea Marthei Immler, Raky s-a recăsătorit la Osek (zona Erzgebirge), pe 4 noiembrie 1902, cu Rosa Thiele (n. 9 mai 1883, în Osek; † 9 Juni 1955, în Langebrück), fiica antreprenorului de forări Julius Thiele.[9] Cuplul a avut o fată, Annerose, dar căsătoria s-a sfârșit prin divorț.
- A treia căsătorie a fost cu Sophie Devaux (n. 7 iunie 1884, la Viena; † 24 ianuarie 1961, la Viena). Au avut patru copii: Hasso (viitoarea actriță Hortense Raky)[10], Sigrid Antoinette, Judith și Udo.

## Începuturi
În atelierul bunicului său din Kiedrich, în regiunea Rheingau, Anton Raky a învățat meseria de lăcătuș și a conceput o sapă de foraj specială pentru antreprenorul originar din Köln Emanuel Przibilla. Acesta venise din Silezia Inferioară și prospecta la acea vreme o ocnă de sare la Kiedrich. Przibilla a fost impresionat de talentul tânărului Raky și l-a angajat în compania sa, iar acesta a început să se concentreze pe ameliorarea tehnicilor de foraj de adâncime.
Angajat apoi ca inginer de foraj în societatea alsaciană „Gute Hoffnung” (în română Buna Speranță), el a brevetat în 1894 un sistem de forare prin șocuri rapide (Schnellschlag-Bohrkran Nr. 7), care a permis efectuarea de sondaje în Alsacia până la adâncimi 340 de metri, ceea ce i-a adus o recunoaștere mondială. La acea vreme Alsacia era o parte a teritoriului Alsacia-Lorena, care aparținea Imperiului German. Anton Raky și „Gute Hoffnung” au încercat să vândă licența sistemului către cel mai mare concurent al lor alsacian, compania „Pechelbronner Ölbergwerke” din Merkwiller-Pechelbronn, dar proiectul a eșuat.

## Internationale Bohrgesellschaft AG

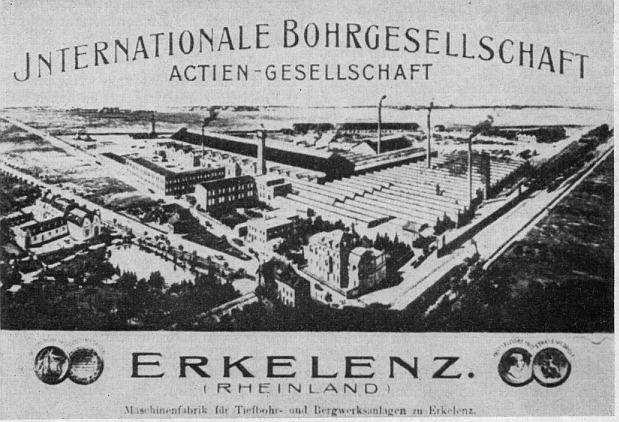
Uzina din Erkelenz, circa 1900

Anton Raky a fondat compania „Internationale Bohrgesellschaft AG” (I.B.G.) pe 8 august 1895, în cartierul Ruprechtsau din Strasbourg, împreună cu Heinrich Otto Seib, un om de afaceri din oraș, și cu alți asociați din Alsacia. Firma urma să exploateze comercial patentul sistemului de forare prin șocuri rapide, iar capitalul inițial a fost de 400.000 de mărci. El a fost majorat la 500.000 de mărci în 1898.
În 1896, compania deținea doar un mic atelier de reparații în Erkelenz, dotat cu un singur motor de 2 CP. Cu toate acestea, în 1902 I.B.G. și-a mutat sediul principal în Erkelenz. Seib a demisionat din companie, iar banca A. Schaaffhausen'scher Bankverein a devenit principalul finanțator. În 1905, fostul atelier de reparații se transformase deja într-o mare uzină, conectată printr-o legătură feroviară proprie cu calea ferată Aachen–Mönchengladbach din vecinătate. În uzină erau angajați 300 de muncitori, alți 1.500 lucrau în companiile externe de foraj, iar societatea dispunea de  70 de tehnicieni și ingineri.
Deoarece compania a crescut rapid, dar nu exista suficientă forță de muncă în Erkelenz, aceasta a trebuit recrutată din afara localității, fiind necesară și crearea spațiului de locuit pentru noii angajați. Între anii 1904-1906 a fost construită o nouă zonă rezidențială la est de oraș, nu departe de fabrică, zonă denumită și în ziua de azi „Kairo” (pronunțat: Ka-iro; în română Cairo) în limbajul popular, datorită frontoanelor și turnurilor exotice de pe unele case. În 1905, I.B.G. a avut propriul pavilion la Expoziția Universală de la Liège, unde, în colaborare cu profesorul german Henry Potonié, a creat și expus un model la scară al acestui cartier, precum și diorama unei exploatări de huilă incluzând o sondă de foraj, ceea ce a atras o mare atenție din partea profesioniștilor din domeniu.
Zona rezidențială construită de Raky la Erkelenz este divizată în două de o stradă denumită „Rosenstraße”, în onoarea celei de-a doua lui soții, Rosa Thiele, și a fetei lor, Annerose.
La început, compania lui Anton Raky a forat după huilă în zona Erkelenz și în regiunile înconjurătoare: bazinul minier Aachen, bazinul Ruhr și provincia belgiană Limburg. În 1901 a extras pentru prima dată cărbune din zona comunei As, în serviciul lui André Dumont, iar în anii următori șapte mine de cărbune au fost înființate în bazinul minier Limburg.
I.B.G. și-a extins curând operațiunile de forare și în domeniul clorurii de potasiu, al țițeiului și altor minereuri și, începând din 1900, a început să extragă petrol din câmpuri petroliere românești, lângă Moreni și Câmpina. Raky a cumpărat concesiuni de petrol în nordul Germaniei și în România și a fondat companii de extracție precum „Deutsche Mineralölindustrie AG” sau „Regatul Român”, devenit ulterior „Astra Română” în urma unei fuziuni. Peste 100 de puțuri de forare ale companiei I.B.G. operau simultan în Germania, Belgia, Franța, România, Rusia, Africa și Brazilia. Valoarea dividendelor I.B.G. a sporit cu 500% în 1906 și 1907.

### Mecena și proprietar de vile

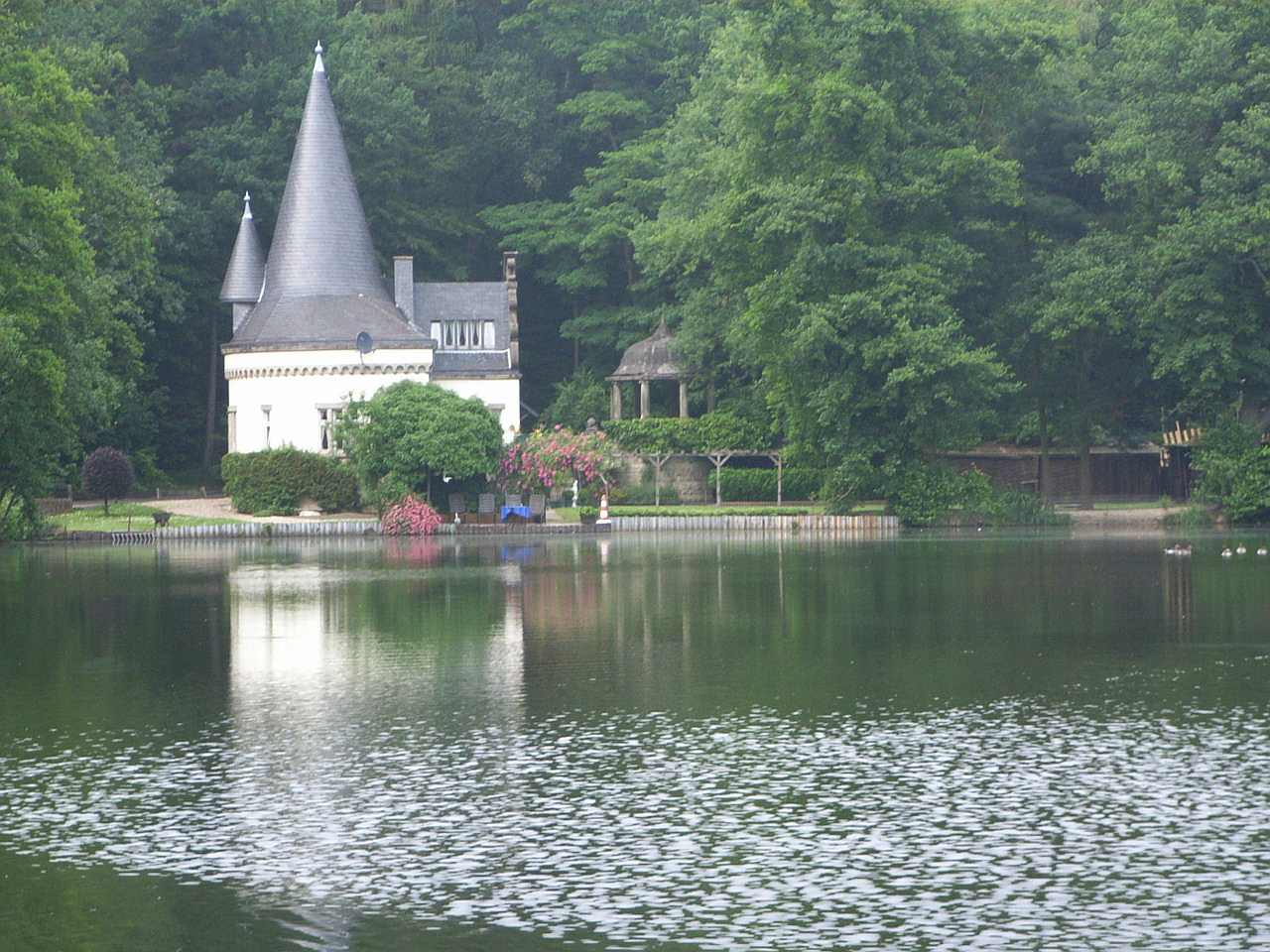
Iazul Raky și poarta de acces a fostei vile Raky din Dalheim-Rödgen

În Erkelenz, Raky a fost un patron generos al orașului. În 1898, spre încântarea locuitorilor, el a asigurat iluminatul electric al străzilor principale, pieței publice și al unor localuri. A donat bani pentru noua clădire a liceului de băieți, a casei parohiale, pentru proiectul pieței publice și al Pieței Johannis. În gara Erkelenz nu opreau trenurile interurbane, dar acest lucru s-a schimbat deoarece Raky, care călătorea foarte mult cu trenul, trăgea în mod regulat semnalul de alarmă pentru a putea coborî acolo. Datorită mobilității sale deosebite, a fost primul proprietar de automobil din ceea ce era pe atunci districtul Erkelenz. A cumpărat moara Rödgener Mühle din Dalheim-Rödgen și a construit vizavi de ea o vilă cu aspect de castel pe care a folosit-o pe post de casă de la țară, unde găzduia numeroase partide de vânătoare. Fosta poartă a vilei și un pavilion cu tavan boltit se mai păstrează și în ziua de astăzi.

### Lex Gamp
În scopul forajului intensiv pentru extracția antracitului, I.B.G. a achiziționat un număr mare de câmpuri miniere. Guvernul prusac a remarcat activitățile companiei și a amendat, pe 5 iulie 1905, Legea generală a minelor din 24 iunie 1865/1892, interzicând achiziționarea depozitelor de antracit și clorură de potasiu de către companiile private. Legea, denumită popular „Lex Gamp”, după numele parlamentarului Karl von Gamp-Massaunen, principalul avocat al acesteia, mai prevedea interzicerea pentru o perioadă de doi ani a forajelor pentru antracit și clorură de potasiu și necesitatea obținerii în viitor a unei licențe de stat pentru extracția lor. Acest lucru a făcut ca I.B.G. să-și reducă semnificativ operațiunile de forare și să se concentreze mai mult pe fabricarea echipamentului de forat.

### Wirth
Din cauza acestei noi situații legale, banca A. Schaaffhausen'sche Bankverein și-a retras finanțarea în 1907, iar Anton Raky a fost obligat să demisioneze din funcția de director general al I.B.G. Diferite filiale ale I.B.G. au fost vândute. În 1916, departamentul de foraj și parcul de utilaje de foraj aparțineau Deutsche Erdöl-AG (DEA), iar când această sucursală a vrut în același an să închidă uzina de echipamente și mașini de foraj din Erkelenz, antreprenorii Otto Wolff din Köln și Alfred Wirth au cumpărat compania și au reorganizat-o sub conducerea lui Wirth, cu numele „Maschinen- und Bohrgerätefabrik Alfred Wirth & Co.”
Producătorul norvegian de echipament petrolier Aker Solutions a devenit în 2009 acționarul majoritar al DEA. Compania din Erkelenz produce acum echipamente pentru forat tuneluri, utilaje pentru construcția fundațiilor în proiectele de infrastructură, componente de bază și soluții complete pentru industria petrolieră și a gazelor naturale, precum și sisteme de pompare pentru industria minieră. Compania a fost redenumită „Aker Wirth” și a fost o divizie a Aker Solutions Group. În 2014, în urma unei restructurări în cadrul grupului, uzina din Erkelenz a devenit parte a MHWirth (acronim pentru Maritime Hydraulics Wirth), care aparține grupului Akastor. Circa 680 de persoane sunt angajate în Germania.

## Alte companii

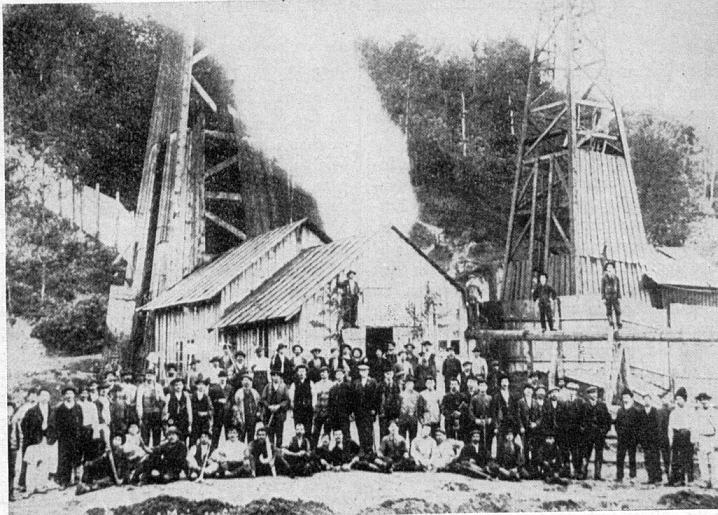
Raky și compania sa, „Societatea Câmpina-Moreni”, în 1906

Până la izbucnirea Primului Război Mondial, în 1914, Anton Raky a efectuat operațiuni de foraj și extracție și peste hotare: la Kerci, Maikop și Baku (în Imperiul Rus) și la Câmpina (în România).
După război, el a devenit director general la sediul principal al Deutsche Erdöl-AG (DEA) de la Berlin și a fondat compania „Anton Raky, Tiefbohrungen” în Salzgitter, care a exploatat cariere de minereu de fier în zonă. În 1920, el a format consorțiul „Fortuna”, prin asocierea cu uzinele Rombacher și Ilseder Hütte. În 1923, Raky a înființat „Bergbau AG Salzgitter” împreună cu August Thyssen. La sfârșitul anilor 1920, Anton Raky deținea circa 53 milioane de m² de concesiuni de minereu, dar exploatarea lor necesita investiții de capital riscante.
Raky a efectuat foraje petroliere pe cursul superior al Rinului (la Bruchsal) și în Saxonia Inferioară (la Berkhöpen, Nienhagen și Wietze). A descoperit depozite de  lignit pe malul stâng al cursului inferior al Rinului. Ca geolog șef, el l-a angajat pe importantul specialist german August Moos. Totuși, costurile lucrărilor de explorare și prospectare au copleșit până la urmă compania, iar Raky AG a fost declarată insolventă în 1932/1933.
Părți din companie au fost preluate de Preußag și de Wintershall AG. Un nou proprietar a continuat să exploateze „Bergbau AG” în Salzgitter-Bad Windmühlenberg, care a fost apoi încorporată în conglomeratul nazist Reichswerke Hermann Göring, pe 5 august 1937. Astăzi, compania este denumită Salzgitter Maschinenbau AG (SMAG).
Raky a fost grav rănit în explozia unui puț petrolier din România, în 1923, și s-a retras din viața publică în 1936.
În ce privește importanta sa contribuție la dezvoltarea tehnologiei forajului de adâncime, Anton Raky poate fi comparat doar cu un număr restrâns de astfel de specialiști, printre care Richard Sorge.

## Activitatea din România

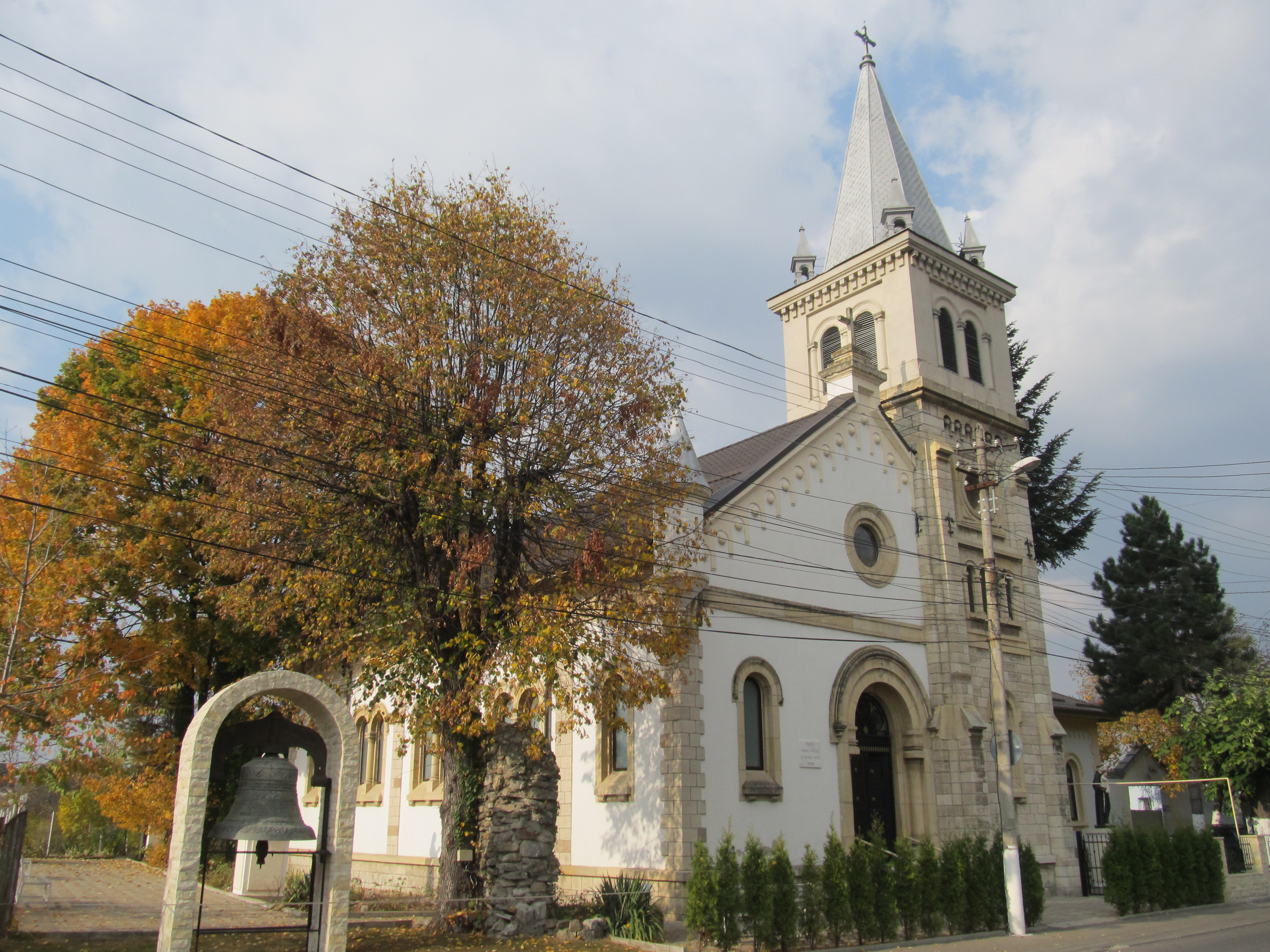
Biserica Sf. Anton de Padova, ctitorită de Anton Raky la Câmpina.

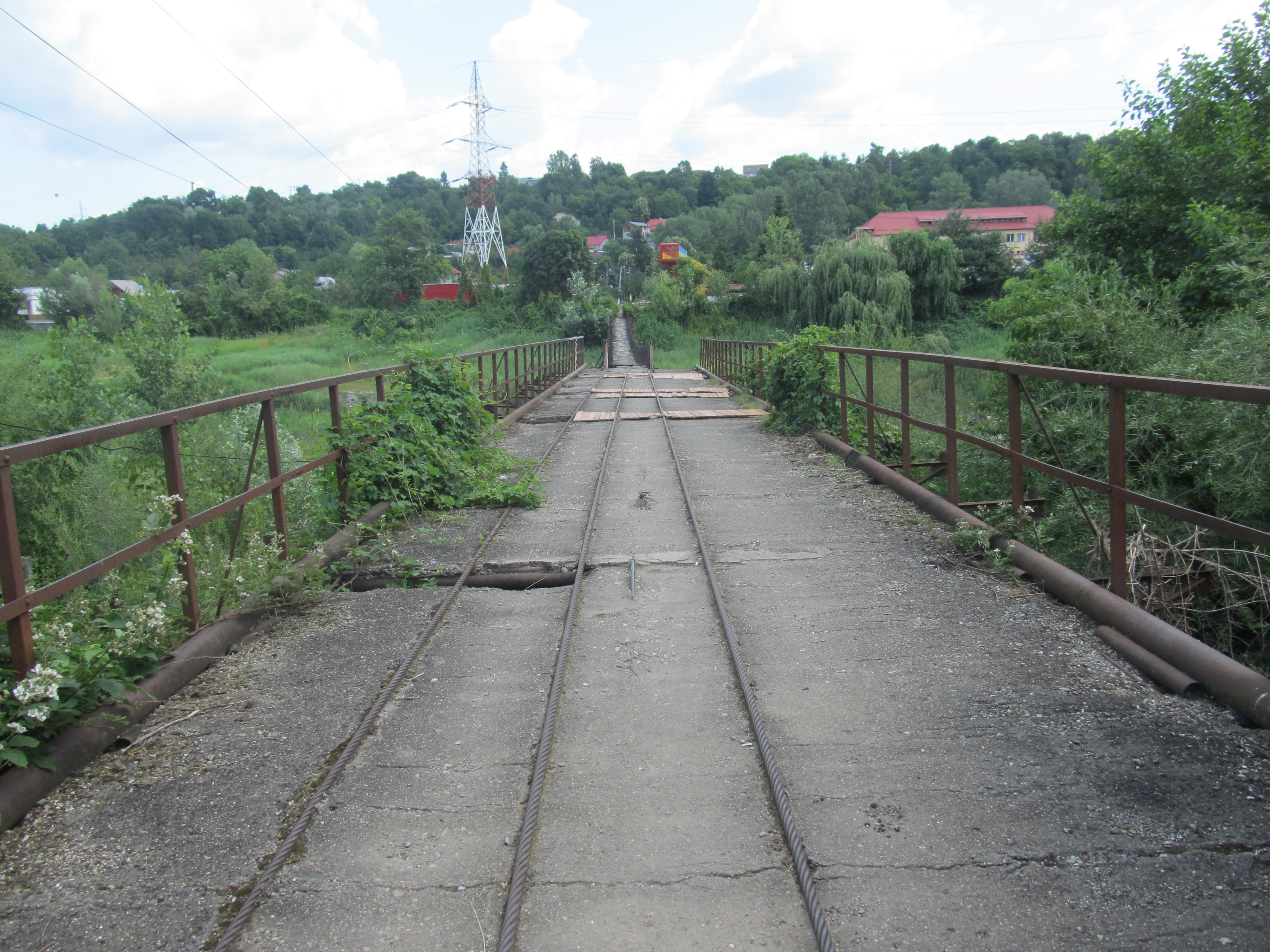
„Podul lui Rache”.

Anton Raky și-a început prospecțiunile din România la începutul anilor 1900, când s-a mutat la Câmpina. În 1903 el a cumpărat vila lui Alexandru G. Cantacuzino, un numismat, filatelist și publicist, director al Monitorului Oficial și Imprimeriilor Statului.
În 1904 Raky a înființat societatea petrolieră „Câmpina-Moreni”, care a fost absorbită doi ani mai târziu de compania „Regatul Român”, al cărui director a devenit. În iulie 1906 el a solicitat și obținut de la primăria Câmpina autorizația pentru construcția unei vile în care a locuit apoi în toată perioada pe care și-a petrecut-o în oraș. Vila, care mai există și astăzi pe Bulevardul Culturii nr. 35, este o copie a conacului familiei Raky din Eltville, lângă Frankfurt. Raky a construit o casă identică și la Erkelenz. Pe un teren anexă al vilei din Câmpina, acolo unde astăzi funcționează sediul Electrica Muntenia Nord din oraș, inginerul german a ridicat și o clădire din piatră, unde a amenajat un atelier de reparații mecanice al societății sale, garaje și un apartament cu galerie deschisă la etaj. Legende locale spun că Raky a construit un tunel pentru transportul tuburilor de foraj de la atelier către sonde, pentru a nu-i deranja pe localnici cu transportul lor pe străzi. Ce se știe cu siguranță este că, după 1989, atunci când a fost demolată clădirea din piatră a fostului atelier de reparații mecanice, în subteran au fost descoperite arcade zidite.
Operațiunile lui Raky s-au concentrat pe câmpurile petroliere situate între Câmpina și Moreni. Ca să permită muncitorilor să traverseze zilnic Prahova pentru a ajunge la sondele de pe dealul Pițigaia, Raky a construit un pod peste râu, care este cunoscut și în prezent ca „Podul lui Rache”, o românizare a numelui său.
În vara anului 1907 Anton Raky a organizat vizite pe șantierele locale pentru participanții la Congresul Internațional de Petrol desfășurat în România și prezidat de Anghel Saligny, iar apoi un mare banchet pentru aceștia la Câmpina, unde a găzduit peste 700 de persoane, printre care diplomați și investitori străini. Pentru generozitatea sa, umoristul George Ranetti i-a dedicat o poezie plină de umor în revista „Furnica”:
| „Raky”, de George Ranetti |
| --- |
| 0 Raky'n sus și Raky'n jos, Raky-i bun și generos, Raky'n jos și Raky'n sus, De la München a adus Bere neagră, blonde fete, Raky-a oferit banchete... Numai Raky prin gazete! La congres, e de mirat Cât Raky-u s'a consumat! Cine-i Raky toți se'ntreabă? Eu așa îl definesc: Raky-i... Raky, om de treabă, Neamț cu nume românesc, Dar face p'Americanu, Nu se strâmbă când dă banul, Nu îi vine să leșine Pentr'o facere de bine, Și toți bravi-i lucrători Îi sunt Rakynoscători! Simplu, fără afectare, Raky ca înfățisare, Cu hăinuțele-i banale, Slab, cu ochelari pe nas, Nu dai pe el cinci parale. Dar el 'ți-ar da dumitale Numa'așa la o dambla Mii de poli ca o para! Fiindcă Raky-i om cu cap Nu-și ține bani'n ciorap, Ci-i dă'n circulație, Deși-i d'altă nație, Doar în țara românească. Ăsta-i Raky... Să trăească! |

Pe plan local, Raky a cumpărat un teren de 6.500 m² pe care antreprenorul său de construcții locale, Domenico Zanvettor, a construit din fondurile puse la dispoziție de investitorul german și după planurile acestuia, Biserica Catolică din Câmpina și casa parohială de lângă ea. Biserica a fost dotată tot prin grija lui Raky, fiind terminată și sfințită în anul 1909.
În 1908 Anton Raky și-a mutat activitățile principale pe câmpurile petroliere din zona Caucazului și și-a ipotecat proprietățile personale din Câmpina bancherului Max Schapira, în schimbul unui împrumut de la Banca Centrală din Ploiești, deținută de acesta. În 1914, deoarece nu a putut returna banii, banca i-a scos la licitație publică bunurile, iar pentru a rezolva situația, Raky l-a cooptat pe Schapira într-o nouă societate petrolieră denumită „Carpathia”.
În timpul Primului Război Mondial administrația germană de ocupație a refăcut cu ajutorul lui Raky și al specialiștilor săi instalațiile petroliere distruse înainte de retragerea armatei române în Moldova. În 1918, după ce Antanta a câștigat războiul, firma lui Raky a fost sechestrată de stat, iar terenurile particulare expropriate, el fiind cetățean german. A reușit să înființeze o nouă societate, denumită „Forajul”, și să deschidă sonde noi la Băicoi și Drăgăneasa, dar vila sa din Câmpina a rămas familiei Schapira, a trecut mai târziu în proprietatea companiei Steaua Română, iar în 1948 a fost naționalizată. Casa a fost împărțită în apartamente, care au devenit ulterior proprietăți particulare, dar clădirea, neîngrijită timp de decenii, a început să se degradeze.
În februarie 1923 sonda nr. 1 aparținând societății „Forajul” și instalată pe terenul societății Sospiro din schela Vârful Drăgănesei, a explodat în timpul unei erupții. Doi sondori au murit, iar printre cei care au suferit arsuri s-au numărat Anton Raky și fiul acestuia, Anton, avocatul Pauker și inginerii Walter Lind și Aker. Cu excepția avocatului Pauker, care a plecat spre București după ce a primit îngrijiri medicale, ceilalți răniți au rămas la Câmpina, sub îngrijirea doctorului Popescu.
Anton Raky a continuat să foreze în zonă după petrol până în 1936, când s-a retras din activitate și s-a întors în Germania. A locuit cu soția sa într-o vilă din Berlin-Zehlendorf și a decedat în 1943, la vârsta de 75 de ani.
În prezent, nici o stradă din Câmpina nu poartă numele antreprenorului care a marcat o perioadă importantă din istoria orașului.

## Onoruri
- Anton Raky a primit numeroase medalii din partea Familiei Regale a României și Crucea Cavalerului a Ordinului Leopold al II-lea din partea Casei Regale a Belgiei.[4]
- Pe 12 iulie 1920, Anton Raky a fost declarat cetățean de onoare al orașului Erkelenz.[4]
- În 1921, Universitatea Tehnică Clausthal i-a acordat lui Anton Raky titlul de Doctor honoris causa (dr.h.c).[26]
- În 1955, o stradă din orașul Erkelenz a fost denumită Anton-Raky-Allee (în română Aleea Anton Raky).
- În Dalheim-Rödgen, lângă Erkelenz, unde a construit o vilă, Anton-Raky-Straße (în română Strada Anton Raky) și Rakyweiher (în română Iazul Raky) amintesc de el.
- Până în 2005, în Salzgitter a existat Anton-Raky-Realschule (în română Școala cu profil real Anton Raky), denumită actualmente Școala cu profil real Salzgitter-Bad.[27]
- În Nienhagen, Anton-Raky-Straße (în română Strada Anton Raky) amintește de pionierul forajului.
- În Westercelle, două străzi au fost denumite după pionierii forajului: Hunäusstraße în onoarea lui Georg Hunäus și Raky-Ring, redenumită Rakyweg, în onoarea lui Anton Raky.
- În 2014, la intrarea în comuna Wietze a fost amenajat un sens giratoriu pe șoseaua B214. În centrul sensului giratoriu este expusă o lucrare de artă din Corten, înaltă de 5 metri și cântărind o tonă, care înfățișează o instalație de foraj Raky în formă abstractă, înconjurată de statuile a trei sondori. La partea superioară a monumentului este reprezentată stilizat erupția petrolului.[28]
- În 2015, investitorii unui bloc de locuințe de pe strada Glück-auf-Straße din Erkelenz au denumit imobilul Anton-Raky-Haus, în amintirea clădirii construite pe acel loc de Anton Raky. Pe vremea lui Raky, clădirea ar fi trebuit să funcționeze ca magazin ieftin pentru angajați, hotel pentru oaspeții și contractorii companiei „Internationalen Bohrgesellschaft” (I.B.G.), restaurant cu terasă exterioară și sală de bal. Totuși, clădirea originală nu a mai îndeplinit acest scop, deoarece antreprenorul a părăsit Erkelenz în 1907, la scurtă vreme după terminarea construcției. Pe frontonul acesteia era montat un basorelief din ipsos care purta inițialele I.B.G. și înfățișa printre altele doi muncitori, o roată dințată și trei sonde. Acest basorelief a fost păstrat și montat pe fațada de vest a noului bloc de locuințe.

## Muzee
- În Muzeul German al Minelor de la Bochum este expusă instalația de forat cu șocuri rapide a lui Raky.
- În Muzeul German al Petrolului de la Wietze, lângă Celle, este expusă o platformă de foraj Raky.[29]
- În expoziția permanentă de la Muzeul Petrolului din Merkwiller-Pechelbronn, în Alsacia, este expusă o platformă de foraj Raky.

### Expoziții
- În perioada 31 august - 28 octombrie 2012, Heimatverein der Erkelenzer Lande e.V., în cooperare cu arhivele orașului Erkelenz, a realizat o expoziție cu titlul „Mythos Raky. De la Erkelenz în lume”.[30][31][32] În același timp a fost organizat și un amplu program de activități complementare.
  - Părți ale acestei expoziții au fost prezentate în 2013 la muzeul orășenesc Schloss Salder din Salzgitter, în primăria Nienhagen (de către asociația locală a patrimoniului) și în Muzeul Petrolului din Merkwiller-Pechelbronn, iar în 2015 și în Muzeul Petrolului de la Wietze.